# Divizia A 2016-17
La temporada 2015-17 fue la 26ª temporada de la Divizia A, la 2ª categoría de fútbol en Moldavia. La competición comenzó en julio del 2016 y concluyó el de mayo de 2017.
Esta edición la disputan 15 equipos, 12 que participaron en la temporada anterior, 3 provenientes de la Divizia B.

## Sistema de competición
La clasificación final se establecerá a partir de los puntos obtenidos en cada encuentro, otorgando tres por partido ganado, uno por empatado y ninguno en caso de derrota. Si al finalizar el campeonato, dos equipos igualasen en puntos en la primera posición, disputarán un partido desempate entre ellos para decidir al campeón. Por otro lado, los siguientes criterios serán utilizados tanto para definir al campeón en caso de igualdad de puntos entre más de dos equipos en la primera posición, como para determinar el orden de los clasificados en todas las posiciones restantes:
1. Mayor cantidad de puntos en los partidos entre los equipos implicados;
2. Mejor diferencia de goles en los partidos entre los equipos implicados;
3. Mayor cantidad de goles a favor en los partidos entre los equipos implicados;
4. Mejor diferencia de goles en toda la temporada;
5. Mayor cantidad de goles a favor en toda la temporada;
6. Mejor puntaje en la clasificación de Fair Play.

## Equipos participantes
| Club               | Ciudad       |
| ------------------ | ------------ |
| Spicul Chișcăreni  | Chișcăreni   |
| Dacia-2 Chișinău   | Chisináu     |
| Victoria Bardar    | Bardar       |
| Sfîntul Gheorghe   | Suruceni     |
| Sheriff-2 Tiraspol | Tiraspol     |
| Intersport-Aroma   | Cobusca Nouă |
| Zimbru-2 Chişinău  | Chişinău     |
| Real Succes        | Chişinău     |
| Edineț             | Edineț       |
| Sîngerei           | Sîngerei     |
| Găgăuzia           | Comrat       |
| Iskra-Stal Rîbnița | Rîbnița      |
| Sparta Selemet     | Selemet      |
| Codru Lozova       | Lozova       |
| Prut Leova         | Leova        |

## Tabla de posiciones
|  |     | Equipo             | PJ | PG | PE | PP | GF | GC  | Dif  | Pts |
|  | --- | ------------------ | -- | -- | -- | -- | -- | --- | ---- | --- |
|  | 1.  | Sheriff-2 Tiraspol | 28 | 22 | 2  | 4  | 94 | 19  | +75  | 68  |
|  | 2.  | Sfîntul Gheorghe   | 28 | 21 | 3  | 4  | 79 | 23  | +56  | 66  |
|  | 3.  | Spicul Chișcăreni  | 28 | 21 | 3  | 4  | 62 | 22  | +40  | 66  |
|  | 4.  | Victoria Bardar    | 28 | 20 | 4  | 4  | 78 | 26  | +52  | 64  |
|  | 5.  | Zimbru-2 Chişinău  | 28 | 13 | 5  | 10 | 57 | 38  | +19  | 44  |
|  | 6.  | Sparta Selemet     | 28 | 13 | 2  | 13 | 51 | 61  | -10  | 41  |
|  | 7.  | Sîngerei           | 28 | 13 | 1  | 14 | 48 | 53  | -5   | 40  |
|  | 8.  | Edineț             | 28 | 11 | 3  | 14 | 55 | 57  | -2   | 36  |
|  | 9.  | Iskra Rîbnița      | 28 | 10 | 5  | 13 | 39 | 50  | -11  | 35  |
|  | 10. | Dacia-2 Chișinău   | 28 | 10 | 4  | 14 | 39 | 45  | -6   | 34  |
|  | 11. | Real Succes        | 28 | 9  | 2  | 17 | 37 | 54  | -17  | 29  |
|  | 12. | Găgăuzia           | 28 | 9  | 2  | 17 | 51 | 74  | -23  | 29  |
|  | 13. | Codru Lozova       | 28 | 8  | 3  | 17 | 48 | 81  | -33  | 27  |
|  | 14. | Intersport-Aroma   | 28 | 6  | 4  | 18 | 20 | 50  | -30  | 22  |
|  | 15. | Prut Leova         | 28 | 2  | 1  | 25 | 19 | 124 | -105 | 7   |

|  | Los equipos que ocupen estas posiciones clasificarán a la Divizia Națională 2017-18. |
|  | Los equipos que ocupen estas posiciones descenderán a la Divizia B 2017/18.          |